# Siège de Dole (1477)
Pour les articles homonymes, voir Siège de Dole.
Guerre de Succession de Bourgogne
Batailles
Siège de Vesoul (1477), Bataille du pont d'Emagny (1477), siège de Gray (1477), Siège de Dole (1477), Bataille de Guinegatte (1479), Siège de Dole (1479), Siège de Vesoul (1479)
Le siège de Dole, qui a lieu de juillet à octobre 1477, est un épisode de la guerre de Succession de Bourgogne opposant les troupes françaises commandées par Georges II de La Trémoille aux troupes du comté de Bourgogne, terre d'Empire détenue par les comtes de Bourgogne de la maison de Valois, à cette date la comtesse Marie, fille de Charles le Téméraire, mort le 5 janvier 1477. 
Les assiégés remportent la victoire, ce qui oblige les Français à se retirer provisoirement de toute la province. Il s'agit en effet du premier des sièges de Dole qui ont eu lieu au cours des guerres menées par la couronne de France pour annexer cette province au royaume de France à partir du règne de Louis XI, roi de 1461 à 1483.

## Contexte: rois de France et ducs-comtes de Bourgogne
Les comtes de Bourgogne de la maison de Valois-Bourgogne sont issus d'un fils cadet du roi Jean le Bon, Philippe le Hardi, à qui, en 1363, le roi donne en fief le duché de Bourgogne. 
Philippe et ses successeurs, Jean sans Peur (règne : 1404-1419) et Philippe le Bon (1419-1467), réunissent un grand nombre de fiefs, situés en France ou dans l'Empire, au point de former ce qu'on appelle les États bourguignons : duché de Bourgogne, comté de Bourgogne et Pays-Bas bourguignons (du comté d'Artois au duché de Luxembourg et à la seigneurie de Frise). 
Charles le Téméraire (1467-1477) s'engage dans une politique de confrontation avec le roi de France Louis XI, marquée par un grand succès (traité de Péronne en 1468), puis par des échecs (siège de Beauvais, 1472). Il affronte ensuite l'hostilité des cantons suisses (soutenus par le roi de France) dans les guerres de Bourgogne (1473-1477). 
Le 5 janvier 1477, Charles le Téméraire, qui s'est attaqué à la Lorraine, meurt durant le siège de Nancy. 
Presque immédiatement, Louis XI, décidé à abattre la puissance bourguignonne, fait occuper le duché de Bourgogne.
Marie de Bourgogne, successeur de Charles le Téméraire, âgée de 20 ans et encore célibataire (elle se marie en août 1477 avec Maximilien d'Autriche), se trouve alors à Gand, dans le comté de Flandre, aux prises avec des revendications de ses sujets néerlandais, qui exigent l'abrogation de certaines mesures prises par le Téméraire.

## Prélude: l'offensive française en Bourgogne
Louis XI profite de la mort de Charles le Téméraire pour envoyer ses troupes dans le duché de Bourgogne (capitale : Dijon), qui est assez rapidement occupé. Il veut aussi prendre le contrôle du comté de Bourgogne (capitale : Dole), sur lequel il n'a aucun droit, puisque ce comté fait partie du Saint-Empire. La France a cependant déjà intégré des terres d'Empire, notamment le Dauphiné et la Provence.
Le 18 février 1477, les États du comté de Bourgogne reconnaissent leur soumission à la couronne française, bien que la province soit terre d'empire. Cependant, les promesses non tenues et la tyrannie du roi de France Louis XI commencent à échauffer les esprits[pas clair]. 
Quelques jours après, alors que les Français installent une garnison à Dole, la population « Inaccoutumée aux écharpes blanches » des troupes françaises, se révolte aux cris de « Bourgogne et Dole ! Vive dame Marie de Bourgogne ! » et réussit à les chasser de la ville. 
Le mouvement se propage dans toute la Comté et un soulèvement général, dirigé par Jean IV de Chalon-Arlay, prince d'Orange, débute. 
Après une série de revers, le gouverneur français Georges II de La Trémoille, sire de Craon, réussit à vaincre les rebelles lors de la bataille du pont d'Emagny et à s'approcher de Besançon, indépendante du comté de Bourgogne, qui le fait rebrousser chemin vers son camp de Gray. Cependant, à peine arrivé, il doit repartir en toute hâte pour réprimer le soulèvement de Dijon .

## Le siège

### Débuts
Une fois que La Trémoille a rétabli l'ordre dans le duché, 14 000 hommes et une forte artillerie sont prêts à marcher sur la capitale comtoise à la fin juillet. La défense de Dole est menée par un ensemble de bourgeois et de noble de la province, parmi lesquels figurent le seigneur de Montboillon, Simon de Quingey, homme expérimenté et entreprenant, le maire Jacques Duchamp et Adrien de Toulongeon. Sous leur commandement se trouvait une garnison, une milice bien entrainée de la ville et environ un millier de Suisses ,, dirigés par un noble bernois, ainsi que 2000 Alsaciens sous les ordres directs de Montboillon. La ville était bien fortifiée, elle disposait de deux douves et d'un approvisionnement suffisant en nourriture   .
Les premières sorties des assiégés furent repoussées, occasionnant de grandes pertes dans leurs rangs. Le sénéchal de Toulouse, Gaston du Lyon, informa ses subordonnés que de mille à mille cent personnes participaient à la sortie du 26 juillet, dont 700 - 800 suisses, « les meilleurs parmi ceux qui ont tué le duc de Bourgogne », et aucun Suisse n'est resté en vie, tandis que les Français, qui n'étaient pas plus de quatre cents, ont tué huit ou neuf cents personnes, n'ont pas perdu un seul guerrier, seulement page et ennemi, bien qu'ils aient eu beaucoup de blessés, et perdu quelques-uns de leurs chevaux. « À trois reprises, nous avons rencontré les Suisses, et à chaque fois ils les ont battus. Ils ont dit qu'ils n'avaient pas fui, mais nous les avons forcés à changer leur coutume » .

### Les assauts français
La Trémoille, qui espérait prendre rapidement possession de la ville, s'est trompé dans ses attentes. Les sorties incessantes pendant une semaine empêchèrent l'installation de batteries de siège. Le feu principal était concentré contre le quartier de Mont-Roland, et après dix jours de bombardements, la brèche était suffisante pour un assaut. De Craon fait alors avancer ses hommes dans la brèche, donnant lieu à une bataille acharnée, qui les poussent à revenir en arrière avec de lourdes pertes. Le deuxième assaut n'a pas été plus fructueux, et les pertes des assiégeants ont atteint un millier de personnes, .
Incapable de prendre la ville par la force, La Trémoille décide de mettre en place un blocus et envoie une partie de ses troupes ravager les environs, .

### La chute de Gray
Deux des chefs des rebelles comtois, les seigneurs Guillaume et Claude de Vaudrey, entrèrent en relations secrètes avec les habitants de Gray, ville qui accueillait le camp du sire de Craon. Les rebelles avaient appris l'absence du gouverneur. Il s'agissait alors d'une occasion unique pour reconquérir la bourgade, où restait une garnison de 1 800 personnes, conduite par le célèbre capitaine mercenaire de la guerre de Cent Ans, Jean Salazar .
Par une nuit d'orage, le 5 octobre, Guillaume de Vaudrey avec un millier de soldats franchit la Saône, installe les échelles d'assaut et escalade le mur tout en restant le plus discret et silencieux possible. Le bruit des moulins et les vents violents couvraient leurs mouvements, empêchant les Français d'entendre quoi que ce soit. Cela jusqu'à ce que les Comtois entrèrent dans la ville, les sentinelles donnèrent finalement l'alerte. Une fois encerclée, la garnison mit le feu aux maisons voisines pour tenter de quitter la ville, en espérant profiter de la tourmente, mais les habitants, voyant à quel point leurs biens étaient ravagés, décidèrent de ne laisser personne sortir vivant. Après une bataille acharnée, les Français doivent se replier sur la citadelle. N'ayant pas d'autre issue, Salazar ainsi que le reste de la population fit une tentative désespérée pour fendre la ville en feu, et il réussit à s'échapper et à quitter Gray . Cependant il a perdu la plupart de ses compagnons qui brûlés et grièvement blessés se firent aisément rattraper par les rebelles. Il en ressort grièvement brûlé lui-même,.

### La levée du siège de Dole
Deux jours plus tard, c'était au tour de La Trémoille d'affronter les rebelles comtois. Dans un climat quasi similaire à la bataille de Gray : la nuit, dans un orage et de fortes pluies, les assiégés partirent secrètement de la ville, trompant la vigilance des sentinelles, puis tombèrent sur le camp ennemi. De Craon s'enfuit vers le duché de Bourgogne, abandonnant derrière lui toute l'artillerie et perdant 2 000 hommes en chemin, tués par les rebelles à sa poursuite . Le quartier, où la lutte fut particulièrement sanglante, s'appelle depuis "la rue des morts" (Ruelle des morts) .

## Conséquences de la défaite française
Le sire de Craon est démis de ses fonctions par le roi Louis XI. Le souverain nomme alors Charles de Chaumont-Amboise pour le remplacer, avec pour mission de récupérer ce qui a été perdu par La Trémoille .
La comtesse Marie de Bourgogne et son conjoint, Maximilien de Habsbourg ont remercié les habitants de Dole par écrit avant même la fin du siège. De plus, ils confirment les libertés de la ville et promettent d'aider en argent et en personnes la cité assiégée. Cependant, les citadins n'ont jamais reçu cette aide, ni dans le premier ni dans le second siège  .

## Suite du conflit
Le prince d'Orange, fier des victoires comtoises, poursuit la rébellion au sein du duché de Bourgogne, alors que le fils de l'empereur et époux de Marie de Bourgogne, Maximilien enchaîne les succès en Artois. Ce qui amena les deux camps à conclure une trêve le 6 juillet 1478 dans laquelle Louis XI s'engage à restituer toutes les places qu'il occupe en comté de Bourgogne. Aussitôt la trêve terminée, les combats reprennent, d'abord dans le duché, où Maximilien et Charles de Chaumont-Amboise enchaînent successivement des victoires. Ce dernier, fier de ses récentes victoires, marche en direction du comté, par ordre de Louis XI, qui garde une profonde colère envers les Comtois et plus particulièrement les Dolois. Cependant, la province dispose d'un contexte bien moins avantageux qu'en 1477. L'armée française est bien plus puissante que sous La Trémoille et elle se compose de 6 000 Suisses, qui rompent à l'occasion le traité de paix entre les cantons et la Franche-Comté. Affaiblis par la campagne de 1477,  trahis et face à une armée bien plus puissante, les Comtois ne disposent pas des ressources nécessaires à la grandeur de la menace.
La campagne de 1479 est bien plus avantageuse aux Français. Charles d'Amboise accumule les succès, alors que les Comtois sont livrés à eux-mêmes. En avril 1479, Dole est assiégée une deuxième fois. Pour emporter la victoire, les troupes de Louis XI massacrent et détruisent la ville, lui ôtant tout ce qui fait d'elle la capitale de la province. Cet événement mettra à genoux le moral comtois et bisontin, quoique de nombreuses places résisteront tant bien que mal à la conquête qui devient alors inexorable. La province se pliera au joug français, jusqu'à ce que Maximilien de Habsbourg vienne libérer les Comtois, plusieurs années après la mort de Louis XI.

## Mémoire de la victoire de Dole
En souvenir de cette victoire, les dames de Dole ont organisé une procession solennelle annuelle. Il est dit que lors de la dernière sortie des assiégés, des femmes se sont rassemblées dans la collégiale pour demander la protection divine des armes des défenseurs et ont promis, en cas de succès, d'effectuer, chaque année, une sortie similaire dans la ville. Cette cérémonie se tenait annuellement, jusqu'à la conquête de la Franche-Comté par Louis XIV , .
On pense aussi que c'est après la victoire sur La Trémoille que la ville a adopté sa devise : « Justitia et armis » (« Justice et Armes ») , .